# Cemetery of Scream
I Cemetery of Scream sono un gruppo doom/gothic metal polacco, formatosi a Cracovia nel 1992.

## Formazione
- Olaf Różański - voce (Forgotten Souls, Sacrum, ex-Defector, ex-Vae Victis)
- Paweł Góralczyk - chitarra (Hellias, ex-Holy Death)
- Marcin Piwowarczyk - chitarra
- Katarzyna Rachwalik - tastiere
- Jacek Królik - basso
- Tomasz Rutkowski - batteria (Retribution, ex-Velvet Thorns)

## Discografia

### Album studio
- 1995 - Melancholy
- 1998 - Deeppression
- 2000 - Prelude to a Sentimental Journey
- 2006 - The Event Horizon
- 2009 - Frozen Images

### EP
- 1999 - Fin de siecle

### Demo
- 1993 - Sameone